# Seznam AAR oznak (P)

## P
- PACY - Prairie Central Railway
- PAE  - Peoria and Eastern Railway; Conrail
- PAL  - Paducah and Louisville Railway
- PAM  - Pittsburgh, Allegheny and McKees Rocks Railroad
- PARX - Pan American Railway
- PARY - Prairie Trunk Railway
- PAUT - Pennsylvania and Atlantic Railroad; Conrail
- PBFX - IBP, Inc.
- PBL  - Philadelphia Belt Line Railroad
- PBLX - Pillsbury
- PBNE - Philadelphia, Bethlehem and New England Railroad
- PBR  - Patapsco and Back Rivers Railroad
- PBVR - Port Bienville Railroad
- PC   - Penn Central; Conrail
- PCA  - Penn Central; Conrail
- PCB  - Penn Central; Conrail
- PCCX - Peabody Coal Company
- PCEX - GE Rail Services
- PCFX - Pacific Car and Foundry Company
- PCIX - Shippers Car Line; ACF Industries
- PCMX - Petro-Chem Marketing Company
- PCN  - Point Comfort and Northern Railway
- PCSX - GE Rail Services
- PCTX - Pioneer Cement Company of Texas
- PCY  - Pittsburgh, Chartiers and Youghiogheny Railway
- PDQX - Castle Capital Corporation
- PE   - Pacific Electric Railway; Conrail
- PECX - Pekin Energy Company
- PENX - Penford Products Company
- PEPX - Potomac Electric Power Company
- PER  - Port Everglades Railway
- PF   - Pioneer and Fayette Railroad
- PFE  - Pacific Fruit Express
- PFM  - Power, Fluid & Metals
- PGDX - Proctor and Gamble Manufacturing Company
- PGE  - Pacific Great Eastern Railway; British Columbia Railway
- PGER - Pacific Great Eastern Railway; British Columbia Railway
- PGEX - Portland General Electric Company
- PGHX - Trinity Rail Management, Inc.
- PGMX - Proctor and Gamble Manufacturing Company
- PGR - Progressive Rail
- PHD  - Port Huron and Detroit Railroad
- PHL  - Pacific Harbor Line
- PI   - Paducah and Illinois Railroad
- PICK - Pickens Railroad
- PJR  - Port Jersey Railroad
- PLCX - Pullman Leasing Company; GE Capital Railcar Services
- PLE  - Pittsburgh and Lake Erie Railroad
- PLEX - PLM, Inc.
- PLMX - PLM International
- PLWX - GE Capital Railcar Services
- PM   - Pere Marquette Railroad
- PMLX - Prairie Malt, Ltd.
- PNWR - Portland and Western Railroad]
- PPAX - PCS Phosphate Company
- PPCX - American Association of Private Railroad Car Owners
- PPGX - PPG Industries, Inc.
- PPHX - PCS Phosphate Company
- PPLX - Pennsylvania Power and Light Company
- PPNX - PCS Phosphate Company
- PPRX - Phillips Petroleum Company
- PRGX - ProGold, LLC
- PROX - PROCOR
- PRR  - Pennsylvania Railroad; Penn Central; Conrail; Norfolk Southern (po razpadu Conraila)
- PRSL - Pennsylvania-Reading Seashore Lines
- PS   - Pittsburg and Shawmut Railroad
- PSPX - Phillips Petroleum Company
- PSR  - Pittsburg and Shawmut Railroad
- PTEX - Canpotex
- PW   - Providence and Worcester Railroad